# Rohan Browning
Rohan Browning (Sydney, 31 dicembre 1997) è un velocista australiano.

## Biografia
Inizia a praticare l'atletica leggera fin da bambino, ma è con la frequentazione della Trinity Grammar School che incontra l'olimpionico Andrew Murphy, suo attuale allenatore. Sotto la sua guida, prima del compimento dei 17 anni riesce a segnare il tempo di 10"18 nei 100 metri piani. 
Nel 2017 prende parte al suo primo mondiale, quello di Londra, come componente della staffetta 4×100 metri, che però non riesce a qualificarsi per la finale. Ottiene lo stesso esito anche alle Universiadi di Taipei, dove conclude alle batterie di qualificazione anche la gara dei 100 metri piani.
Nel 2014 raggiunge la semifinale nei 100 metri piani e il quarto posto nella staffetta 4×100 metri ai Giochi del Commonwealth di Gold Coast. L'anno successivo conquista il suo primo titolo di campione australiano assoluto nei 100 metri piani e partecipa ai mondiali di Doha, senza riuscire ad accedere alle semifinali.
Dopo aver conquistato il suo secondo titolo nazionale nel 2021, ai Giochi olimpici di Tokyo corre i 100 metri piani in 10"09 in semifinale, tempo non sufficiente per l'accesso alla finale. Nel 2022 chiude la gara dei 100 metri alle fasi di qualificazione durante i campionati mondiali di Eugene, ma si classifica sesto sulla medesima distanza ai Giochi del Commonwealth di Birmingham.
Nel 2023 chiude la gara dei 100 metri piani nella fase delle semifinali ai campionati mondiali di Budapest, mentre nel 2024 conquista la medaglia di bronzo ai campionati oceaniani di Suva.

## Record nazionali
- 100 iarde: 9"41  ( Sydney, 6 marzo 2021)

## Progressione

### 100 metri piani
| Stagione | Tempo | Luogo             | Data       | Rank. Mond. |
| -------- | ----- | ----------------- | ---------- | ----------- |
| 2024     | 10"29 | Sydney            | 23-3-2024  |             |
| 2023     | 10"02 | Brisbane          | 1-4-2023   | 46º         |
| 2022     | 10"08 | La Chaux-de-Fonds | 3-7-2022   | 64º         |
| 2021     | 10"01 | Tokyo             | 31-7-2021  | 29º         |
| 2020     | 10"16 | Perth             | 1-2-2020   | 38º         |
| 2019     | 10"08 | Brisbane          | 23-3-2019  | 50º         |
| 2018     | 10"20 | Gold Coast        | 16-2-2018  | 141º        |
| 2017     | 10"19 | Brisbane          | 16-12-2017 | 115º        |
| 2016     | 10"44 | Sydney            | 10-12-2016 | 570º        |
| 2015     | 10"48 | Adelaide          | 21-2-2015  | 642º        |
| 2014     | 10"47 | Sydney            | 1-11-2014  | 585º        |
| 2013     | 11"53 | Sydney            | 9-11-2013  | –           |

### 200 metri piani
| Stagione | Tempo | Luogo     | Data       | Rank. Mond. |
| -------- | ----- | --------- | ---------- | ----------- |
| 2024     | 20"73 | Sydney    | 17-3-2024  |             |
| 2023     | 20"71 | Melbourne | 23-2-2023  | 255º        |
| 2021     | 20"77 | Sydney    | 9-1-2021   | 259º        |
| 2019     | 20"77 | Perth     | 16-3-2019  | 245º        |
| 2018     | 20"71 | Canberra  | 21-1-2018  | 223º        |
| 2017     | 21"22 | Canberra  | 22-1-2017  | 821º        |
| 2016     | 20"96 | Canberra  | 19-11-2016 | 431º        |
| 2015     | 21"34 | Sydney    | 10-9-2015  | 992º        |
| 2014     | 21"74 | Sydney    | 11-10-2014 | 2288º       |
| 2013     | 22"50 | Sydney    | 14-12-2013 | –           |

## Palmarès
| Anno | Manifestazione          | Sede       | Evento      | Risultato  | Prestazione | Note |
| ---- | ----------------------- | ---------- | ----------- | ---------- | ----------- | ---- |
| 2017 | Mondiali                | Londra     | 4×100 m     | Batteria   | 38"88       |      |
| 2017 | Universiadi             | Taipei     | 100 m piani | Batteria   | 10"60       |      |
| 2017 | Universiadi             | Taipei     | 4×100 m     | Batteria   | 40"33       |      |
| 2018 | Giochi del Commonwealth | Gold Coast | 100 m piani | Semifinale | 10"26       |      |
| 2018 | Giochi del Commonwealth | Gold Coast | 4×100 m     | 4º         | 38"58       |      |
| 2019 | Mondiali                | Doha       | 100 m piani | Batteria   | 10"40       |      |
| 2021 | Giochi olimpici         | Tokyo      | 100 m piani | Semifinale | 10"09       |      |
| 2022 | Mondiali                | Eugene     | 100 m piani | Batteria   | 10"22       |      |
| 2022 | Giochi del Commonwealth | Birmingham | 100 m piani | 6º         | 10"20       |      |
| 2022 | Giochi del Commonwealth | Birmingham | 4×100 m     | Batteria   | dnf         |      |
| 2023 | Mondiali                | Budapest   | 100 m piani | Semifinale | 10"11       |      |
| 2024 | Campionati oceaniani    | Suva       | 100 m piani | Bronzo     | 10"40       |      |
| 2024 | Giochi olimpici         | Parigi     | 100 m piani | Batteria   | 10"29       |      |

## Campionati nazionali
- 3 volte campione australiano assoluto dei 100 metri piani (2019, 2021, 2023)

2015
- Bronzo ai campionati australiani juniores, 100 m piani - 10"74
- In semifinale ai campionati australiani assoluti, 100 m piani - 10"52

2017
- Bronzo ai campionati australiani assoluti, 100 m piani - 10"47

2018
- Argento ai campionati australiani assoluti, 100 m piani - 10"20

2019
- Oro ai campionati australiani assoluti, 100 m piani - 10"28

2021
- Oro ai campionati australiani assoluti, 100 m piani - 10"09

2023
- Oro ai campionati australiani assoluti, 100 m piani - 10"02

2024
- 4º ai campionati australiani assoluti, 100 m piani - 10"41

## Altre competizioni internazionali
2023
- 6º al Golden Gala Pietro Mennea ( Firenze, 2 giugno 2023), 100 m piani - 10"15
- 4º ai Paavo Nurmi Games ( Turku, 13 giugno 2023), 100 m piani - 10"18